# (73900) 1997 FD
(73900) 1997 FD – planetoida z pasa głównego asteroid okrążająca Słońce w ciągu 3,57 lat w średniej odległości 2,34 j.a. Odkryta 19 marca 1997 roku.